# Franz-Reiner Erkens
Franz-Reiner Erkens (Colonia, 21 novembre 1952) è uno storico tedesco di storia medievale.

## Biografia
Franz-Reiner Erkens ha studiato storia e tedesco all'Università di Colonia dal 1971 al 1976. Con Egon Boshof, Erkens ha conseguito il dottorato nel 1980 presso l'Università di Passau con una tesi sull'arcivescovo di Colonia Sigfrido di Westerburg. Nel 1985 divenne professore a Passau con un articolo sulla diocesi di Treviri nella lotta per le investiture. Dal 1985 al 1992 ha insegnato come docente privato di storia medievale e scienze ausiliarie storiche presso l'Università di Passau. Dal 1992 al 1993 è stato docente di storia medievale presso l'Università Friedrich Schiller di Jena.
Nel 1993 è stato nominato alla cattedra di storia medievale presso l'Università di Lipsia. Dal 1993 al 1996 è stato Preside della Facoltà di Storia, Arte e Studi Orientali a Lipsia. Nel 2002 Erkens è stato nominato alla cattedra di Storia medievale presso l'Università di Passau come successore di Egon Boshof. Nel 2008 succedette a questo come capo dell'Institut für Ostbairische Heimatforschung (Istituto per la ricerca sulla storia locale della Baviera orientale), che è stato poco dopo rinominato in Institut für Kulturraumforschung Ostbaierns und der Nachbarregionen (Istituto per la ricerca culturale nella Baviera orientale e nelle regioni limitrofe) (IKON). Erkens è membro dell'Associazione per gli studi storici regionali della Renania (dal 1975), membro dell'Associazione per la ricerca sulla storia locale della Baviera orientale (dal 1979) e membro a pieno titolo della Commissione per la storia regionale bavarese presso l'Accademia delle scienze bavarese di Monaco (dal 2011). Diede le dimissioni il 1º ottobre.

## Opere
Un elenco di pubblicazioni è apparso in Franz-Reiner Erkens: Sachwalter Gottes. Der Herrscher als christus domini, vicarius Christi und sacra majestas. Gesammelte Aufsätze, zum 65. Geburtstag. (= Historische Forschungen. Band 116), a cura di Martin Hille, Marc von Knorring, Hans-Christof Kraus con l'assistenza di Andreas Fohrer. Duncker & Humblot, Berlino 2017, pagg. 547-557, ISBN 978-3-428-15222-3.

### Saggi raccolti
- (DE) Franz-Reiner Erkens: Sachwalter Gottes. Der Herrscher als christus domini, vicarius Christi und sacra majestas. Gesammelte Aufsätze, zum 65. Geburtstag. (= Historische Forschungen. Band 116). Herausgegeben von Martin Hille, Marc von Knorring, Hans-Christof Kraus unter Mitarbeit von Andreas Fohrer. Duncker & Humblot, Berlin 2017, ISBN 978-3-428-15222-3.

### Monografie
- (DE) Die Fälschungen Pilgrims von Passau. Historisch-kritische Untersuchungen und Edition nach dem Codex Gottwicensis 53a (rot) und 56 (schwarz) (= Quellen und Erörterungen zur bayerischen Geschichte. NF Band 46). Beck, München 2011, ISBN 978-3-406-10411-4.
- (DE) Herrschersakralität im Mittelalter. Von den Anfängen bis zum Investiturstreit. Kohlhammer, Stuttgart 2006, ISBN 3-17-017242-5.
- (DE) Kurfürsten und Königswahl. Zu neuen Theorien über den Königswahlparagraphen im Sachsenspiegel und die Entstehung des Kurfürstenkollegiums (= Monumenta Germaniae Historica. Studien und Texte. Band 30). Hahn, Hannover 2002, ISBN 3-7752-5730-6.
- (DE) Konrad II. (um 990–1039). Herrschaft und Reich des ersten Salierkaisers. Pustet, Regensburg 1998, ISBN 3-7917-1604-2.
- (DE) Die Trierer Kirchenprovinz im Investiturstreit. Böhlau, Köln u. a. 1987, ISBN 3-412-02187-X (Zugleich: Passau, Universität, Habilitations-Schrift, 1986).
- (DE) Siegfried von Westerburg (1274–1297). Die Reichs- und Territorialpolitik eines Kölner Erzbischofs im ausgehenden 13. Jahrhundert (= Rheinisches Archiv. 114). Röhrscheid, Bonn 1982, ISBN 3-7928-0448-4 (Zugleich: Passau, Universität, Dissertation, 1980).

### Redattori
- (DE) Das frühmittelalterliche Königtum. Ideelle und religiöse Grundlagen (= Reallexikon der Germanischen Altertumskunde. Ergänzungsbände. 49). de Gruyter, Berlin u. a. 2005, ISBN 3-11-018886-4.
- (DE) Die Sakralität von Herrschaft – Herrschaftslegitimierung im Wechsel der Zeiten und Räume. Fünfzehn interdisziplinäre Beiträge zu einem weltweiten und epochenübergreifenden Phänomen. Akademie-Verlag, Berlin 2002, ISBN 3-05-003660-5.
- (DE) mit Hartmut Wolff: Von Sacerdotium und regnum. Geistliche und weltliche Gewalt im frühen und hohen Mittelalter. Festschrift für Egon Boshof zum 65. Geburtstag (= Passauer historische Forschungen. Band 12). Böhlau, Köln u. a. 2002, ISBN 3-412-16401-1.
- (DE) Karl der Große und das Erbe der Kulturen (= Akten des Symposiums des Mediävistenverbandes. 8). Akademie-Verlag, Berlin 2001, ISBN 3-05-003581-1.
- (DE) Europa und die osmanische Expansion im ausgehenden Mittelalter (= Zeitschrift für historische Forschung. Beiheft 20). Duncker & Humblot, Berlin 1997, ISBN 3-428-09180-9.

### Letteratura
- (DE) Wer ist wer? Das deutsche Who’s Who. L. Ausgabe 2011/2012, S. 261.